# Poignée de main

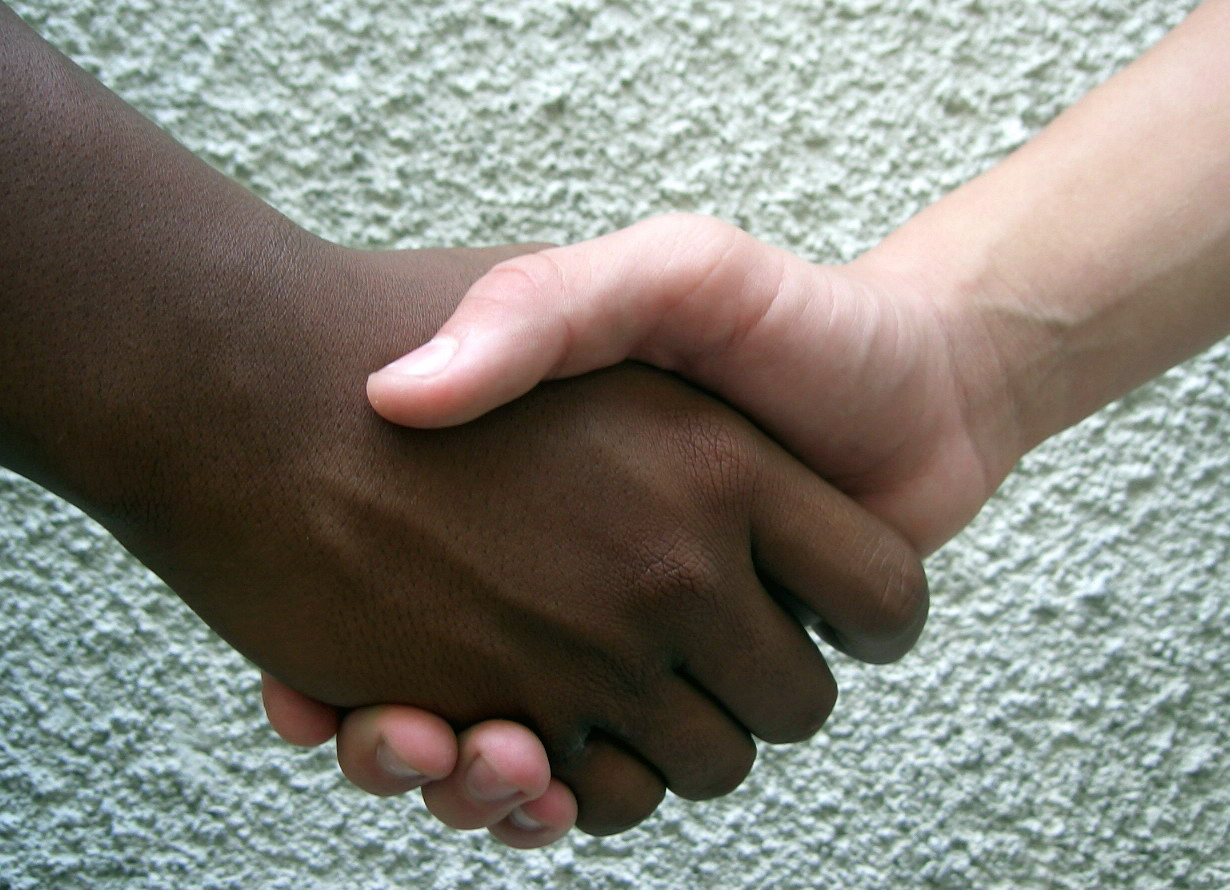
Poignée de main.

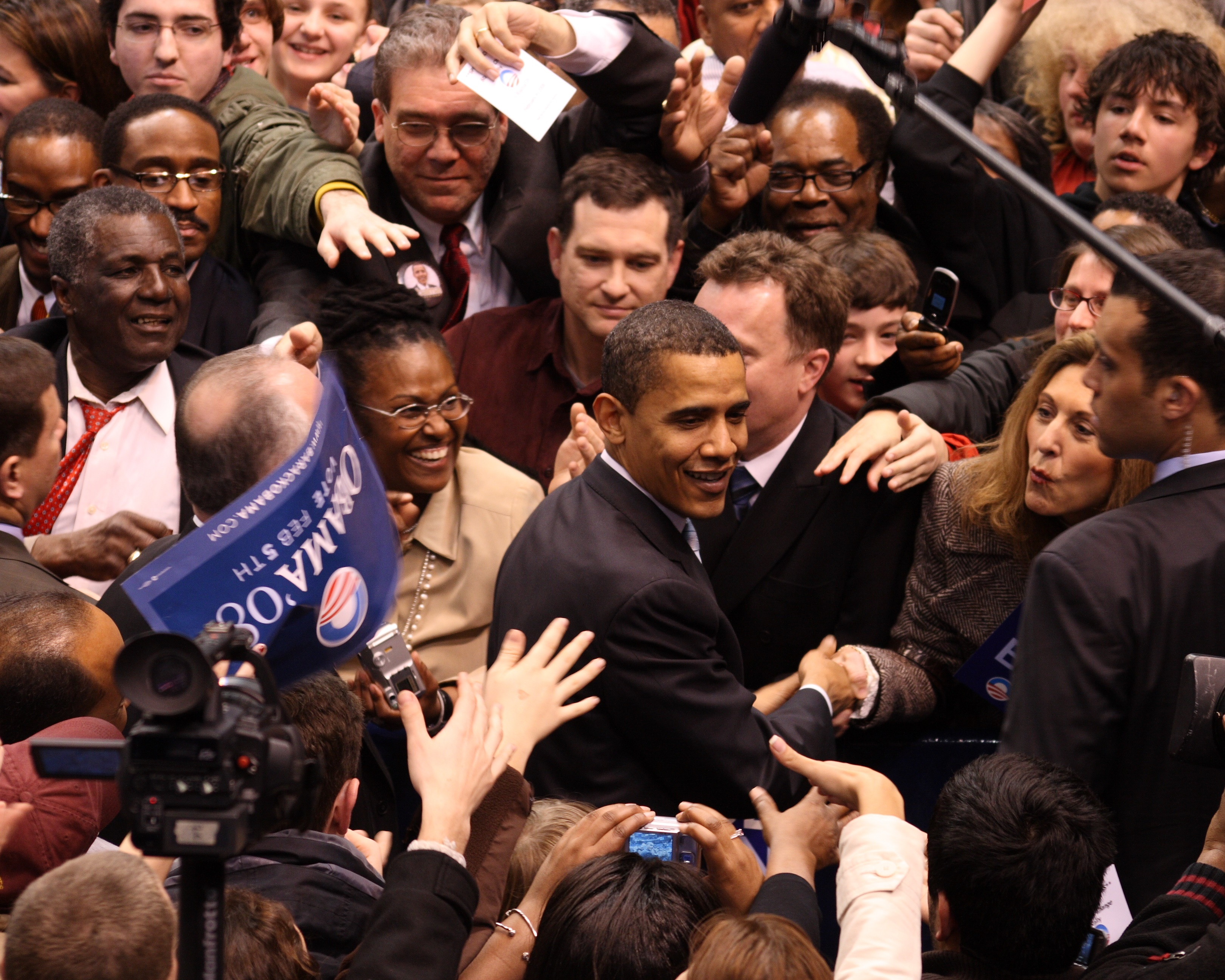
Le sénateur Barack Obama serrant la main de ses sympathisants lors d'un bain de foule à la fin d'un rassemblement au XL Center, dans le Connecticut, la veille du Super Tuesday de 2008.

Une poignée de main est un geste de communication effectué le plus souvent en guise de salutation mais qui peut également être une signification de remerciement ou d'accord.

## Histoire

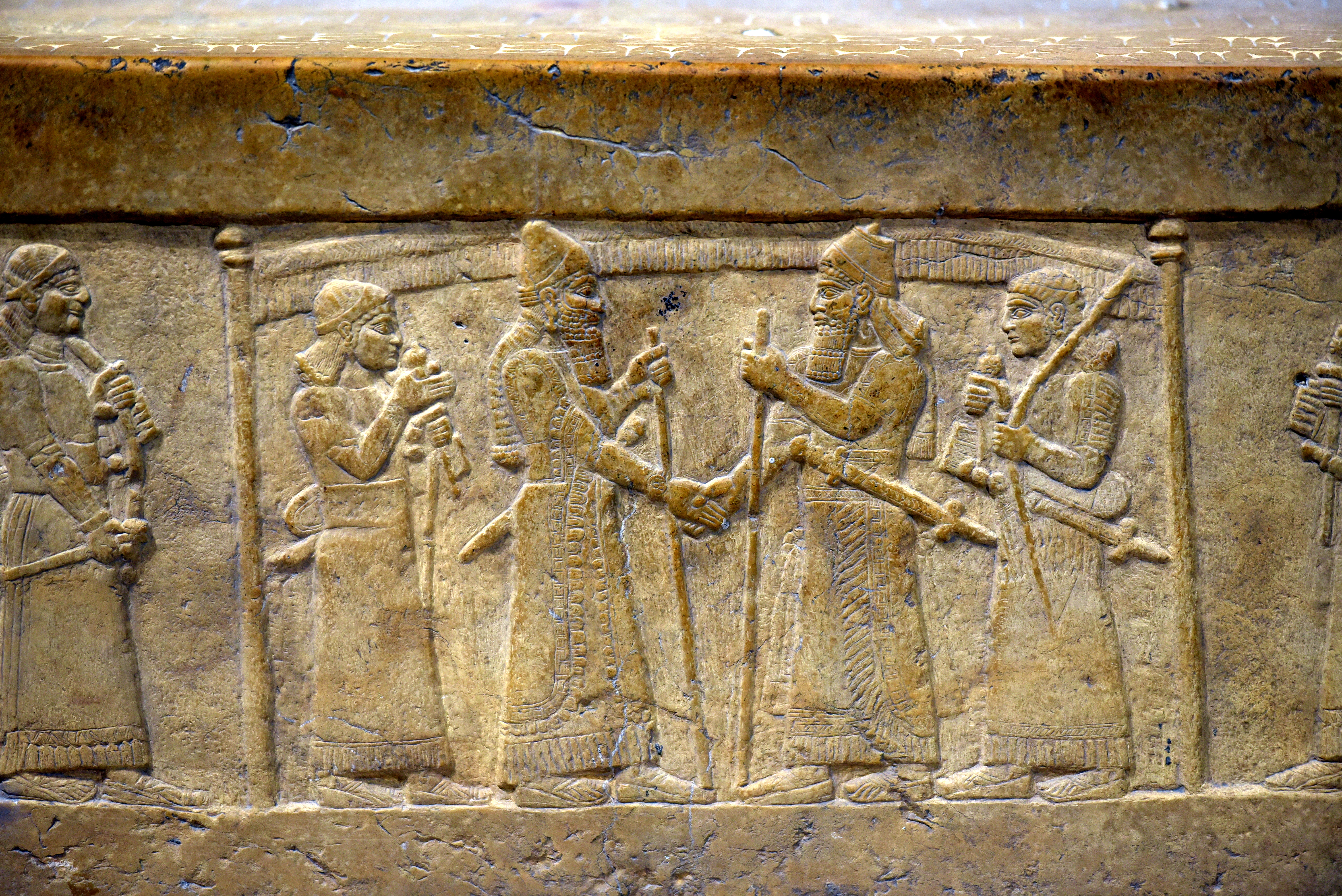
La plus ancienne poignée de main attestée, roi assyrien Salmanazar III (à droite) touchant la main du roi babylonnien Marduk-zakir-shumi Ier (à gauche),

Plusieurs indices archéologiques antiques (dessins sur poterie, bas-reliefs) prouvent que l'introduction du geste est bien antérieure au Moyen Âge. La poignée de main est en effet attestée dès la Grèce antique. 
Dans la Grèce antique, pendant plusieurs siècles des termes polysémiques ont été utilisés pour parler de saluts et/ou de poignées de mains, réalisés avec le côté droit.
En langue française, au XVIe siècle, en 1587 on utilise l'expression pour donner la main & pour la recevoir dans une traduction du latin au français du verset 2 Machabées 14,19 du deuxième livre des Maccabées où Nicanor et Judas après avoir été ennemi choisissent de traiter et se réunir seul à seul pour conclure un traité et laisser l'amitié régner entre eux. L'expression francophone vient du latin ut darent dextras atque acciperent elle même issue de la version grecque originale δοῦναι καὶ λαβεῖν δεξιάς qui renverrait à la main droite.
En langue française, au XVIIe siècle, on utilise l'expression toucher la main plutôt que poignée de main :
- l'expression salut et toucher la main à main est utilisée par l'Arioste dans une traduction naïve de 1618[6] ;
- l'expression luy toucher la main en signe de paix & d'amitié, & emporter avec eux ce gage de foy & d'alliance est utilisée par Pierre Du Ryer, en 1653, dans Les Décades de Tite Live[7] ;
- l'expression toucher la main, pour dire qu'ils étaient d'accord. est utilisée dans les réponses aux Lettres provinciales publiées par le secrétaire de Port-Royal contre les PP. de la Compagnie de Jésus , sur le sujet de la morale des dits Pères, en 1657[8] ;
- l'expression toucher la main de tous les assistants, & leur met la main sur la tête est utilisée en 1677 par  Balthasar de Monconys à la suite d'un voyage en Égypte[9].

Au XVIIe siècle dans les terres australes, Denis Vairasse rapporte qu'« à leurs égaux ils font seulement un geste de la main, la posant sur leur poitrine, & puis la laissant tomber à côté » et « c’est dans les danses & non ailleurs que les jeunes hommes ont la liberté de leur toucher la main, & pour les personnes d’un même sexe, il leur est permis de se la donner en signe d’amitié ».
Au XVIIe siècle les Quakers l'adoptent pour signifier l'amitié et l'égalité.
Au XIXe siècle, elle devient dans le monde anglo-saxon un geste de salutation virile.
Elle se diffuse ensuite dans le reste du monde : en Chine par exemple, en 1914, elle est enseignée dans les écoles, dans une volonté de rupture avec les anciennes salutations devant marquer la hiérarchie sociale. Désormais, la poignée de main symbolise un idéal démocratique égalitaire, que veut promouvoir la jeune République de Chine. En France, après la Première Guerre mondiale, alors que l'américanisation des mœurs et l'union sacrée des classes sociales ont gagné le pays, ce geste s'impose dans la vie quotidienne. 

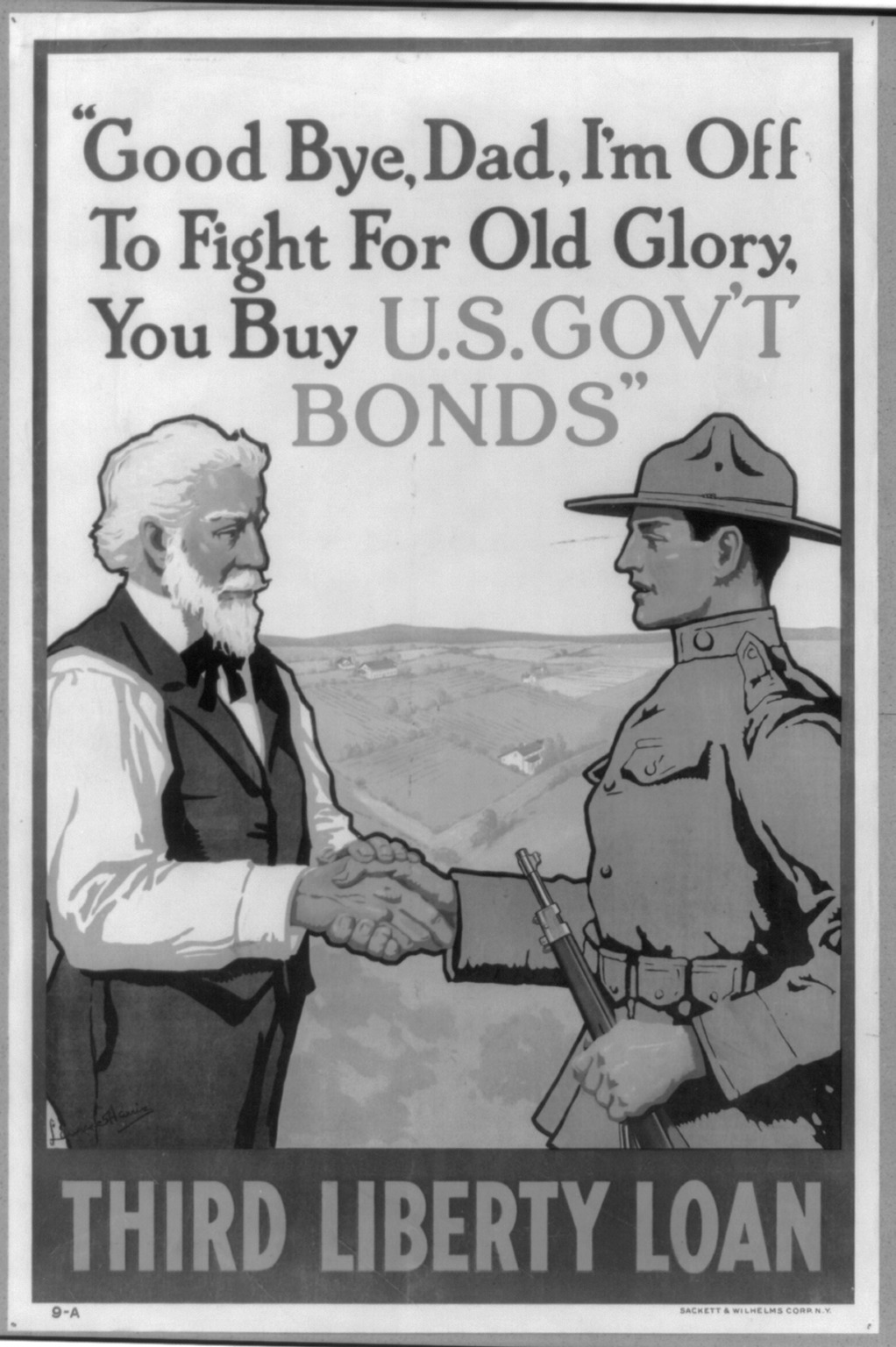
Adieu d'un soldat américain pendant la Première Guerre mondiale.

Au XXe siècle, la poignée de main s'installe aussi dans le champ médiatique, notamment lors des rencontres entre chefs d'État et des évènements sportifs, matérialisant ainsi une égalité de principe entre chaque pays.

### Poignées droitières
Beaucoup de ces poignées de mains sont droitières.
Deux hypothèses, assez similaires toutefois, proposent par exemple une explication quant à l'origine de cette pratique :
- selon la première hypothèse, qui remonte au temps des chevaliers, tendre la main droite (car tous les chevaliers étaient formés pour être droitiers), indiquait que l'on n'avait pas l'intention de dégainer son épée pour s'en servir contre la personne d'en face ;
- selon la seconde hypothèse, la poignée de main permettait aux interlocuteurs de montrer qu'ils venaient sans arme qui aurait pu être cachée dans le poing ou la manche[12],[11].

### Variantes
Des poignées de main particulières servent aussi de signe de ralliement à une communauté : les francs-maçons ont ainsi une poignée de main particulière entre eux. Parfois, la poignée de main est remplacée par une séquence plus ou moins longue ou élaborée de gestes comme se taper dans la main à plat avant de se taper les poings fermés et de se taper la poitrine à l'emplacement du cœur. Certains gestes sont parfois difficiles à accomplir, comme claquer des doigts simultanément tout en se serrant la main en claquant son pouce sur la main de l'autre.

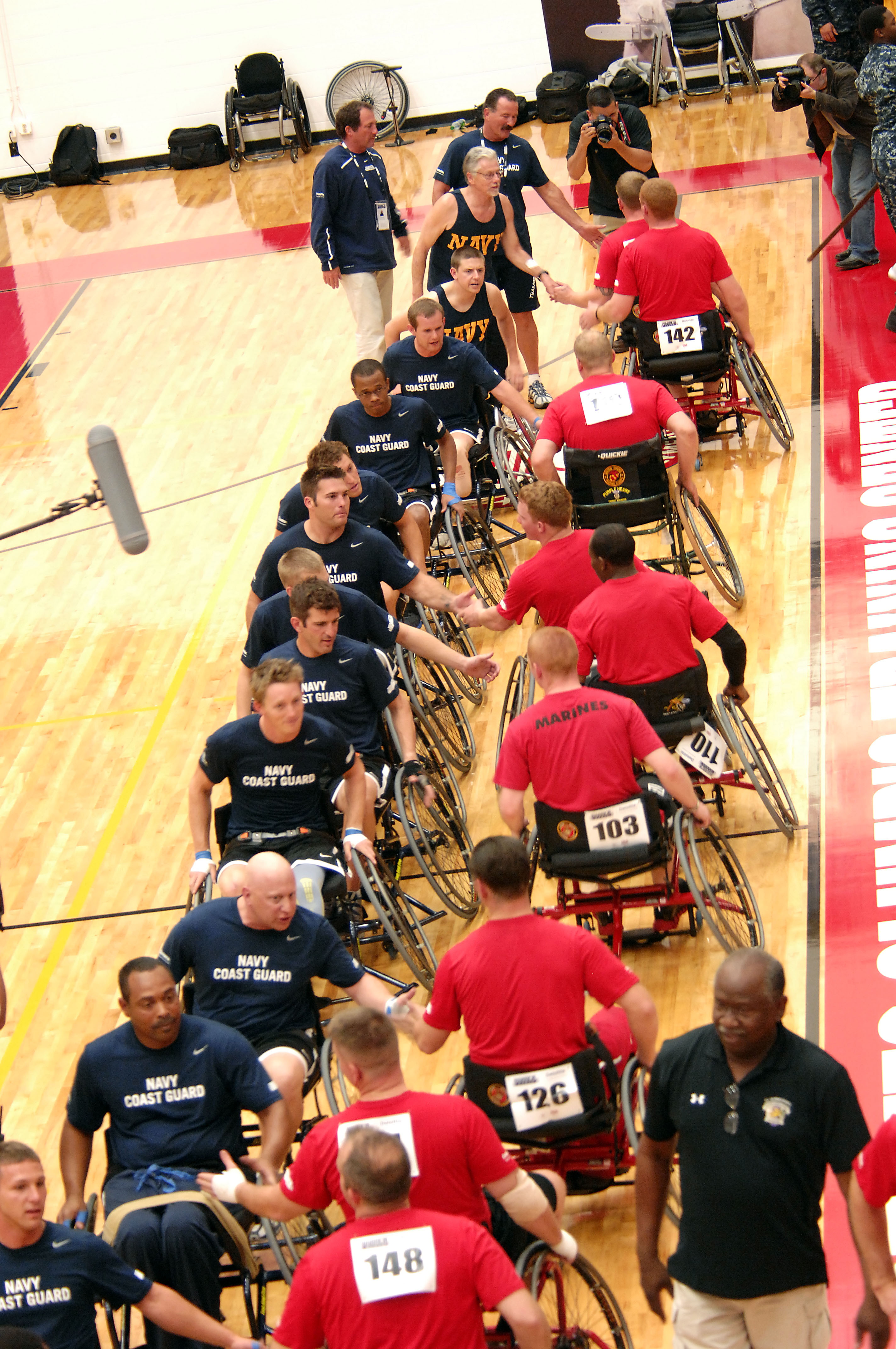
Les poignées de main de la main gauche restent exceptionnelles.

## Hygiène
Lorsque la poignée de main lève des considérations d'hygiène, comme durant une épidémie, des alternatives peuvent être utilisées comme la salutation par le coude.
Au cours de la pandémie de Covid-19 (2020), la poignée de main, au même titre que les autres contacts physiques, est déconseillée et s'est raréfiée, par mesure d'hygiène.

## Héraldique

D'azur à la foi d'or, accompagnée en pointe d'une coquille d'argent.

La foi est la représentation d'une poignée de main en héraldique. La foi est normalement posée en fasce (ce qui n'est pas blasonné), mais peut également être en bande ou en barre. Elle est dite parée lorsque les poignets sont couverts de bracelets ou de manche. À l'origine, elles représentent l'allégeance.

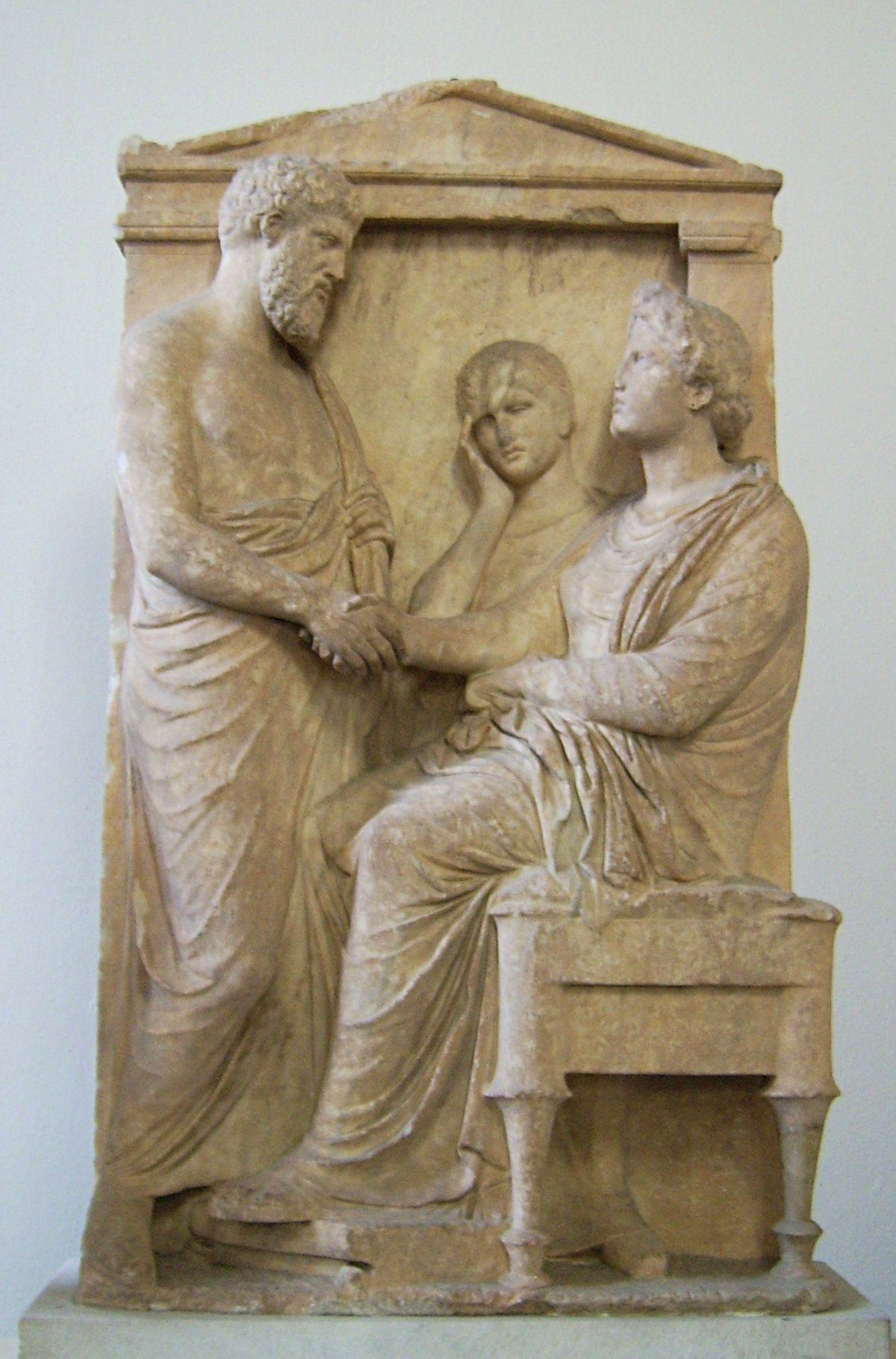
Poignée de main antérieure sur une stèle grecque.

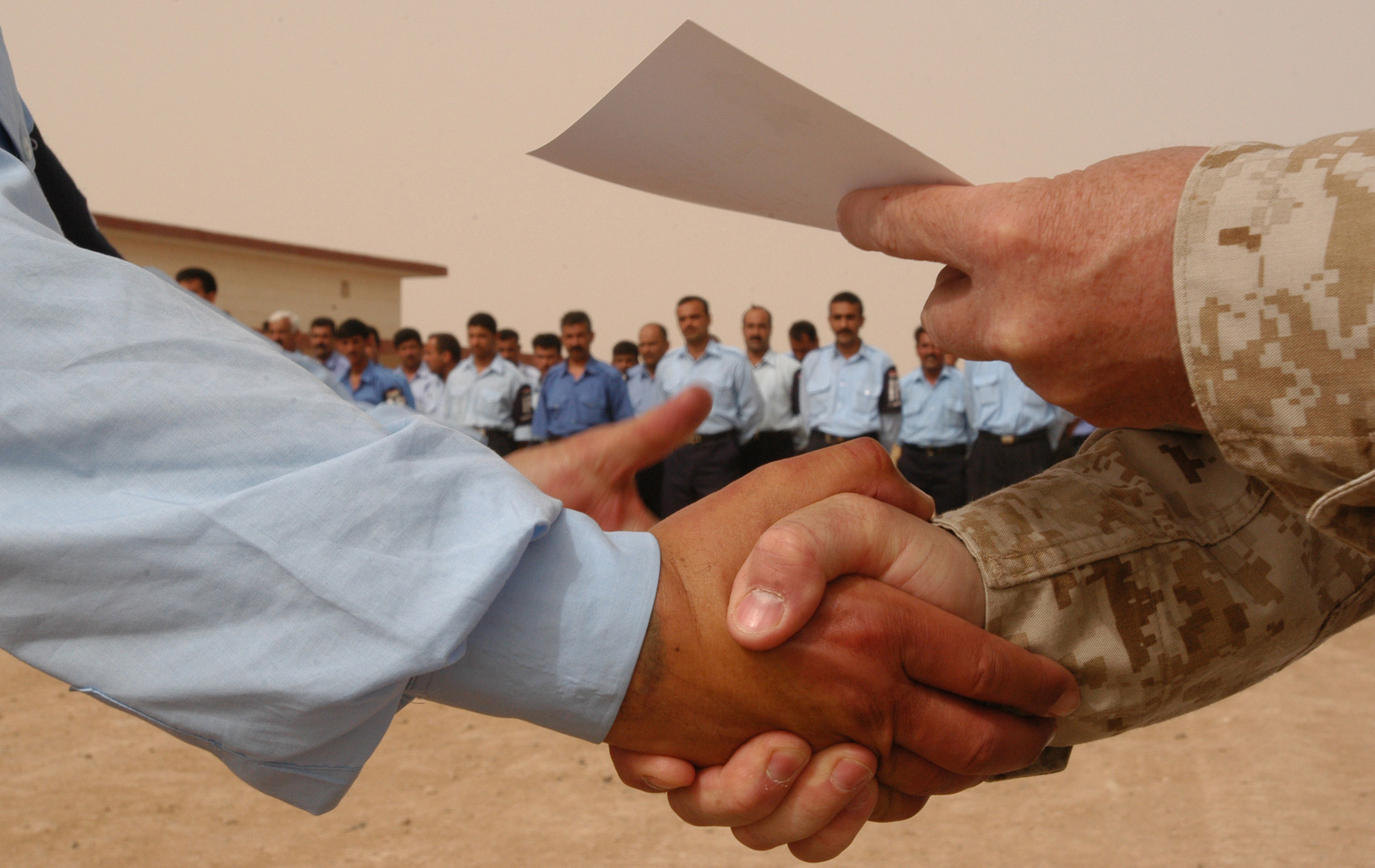
Poignée de main effectuée avec les mains droites, tandis que la gauche transmet un certificat.